# Thomas J. Pickard

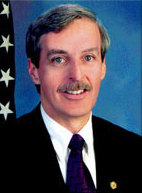
Thomas J. Pickard

Thomas J. Pickard (* 6. Januar 1950 in Queens, New York City) ist ein ehemaliger US-amerikanischer Regierungsbeamter, der zeitweise als Direktor des Federal Bureau of Investigation (FBI) amtierte.

## Biografie
Nach dem Schulbesuch studierte er am Saint Francis College in Brooklyn sowie an der St. John’s University in New York.
Im Anschluss wurde er 1975 Mitarbeiter des FBI und stieg dort während seiner Dienstzeit am 1. November 1999 zum Stellvertretenden Direktor (Deputy Director) auf. Als solcher wurde er nach dem überraschenden Rücktritt von Louis Freeh am 25. Juni 2001 zum amtierenden Direktor (Acting Director) des FBI ernannt. Eine Woche vor den Terroranschlägen vom 11. September 2001, am 4. September 2001 schied er aus dem Dienst des FBI aus. Später gab er vor der Kommission zu den Terroranschlägen vom 11. September 2001 an, er habe Justizminister John Ashcroft zuvor um Mittel zur Terrorismusbekämpfung gebeten, was Ashcroft jedoch abgelehnt habe.
Im Anschluss wechselte Pickard in die Privatwirtschaft und ist seit 2002 Sicherheitsdirektor des Pharmazieunternehmens Bristol-Myers Squibb.